# Список глав государств в 969 году
Список глав государств в 968 году — 969 год — Список глав государств в 970 году — Список глав государств по годам

## Азия
- Аббасидский халифат — Абуль-Касим аль-Мути, халиф (946 — 974)
  -  Хамданиды — 
    - Адид ад-Даула, эмир (Аль-Джазира) (967 — 978)
    - Саад ад-Даула, эмир (Алеппо) (967 — 991)
- Абхазское царство — 
  - Леон III, царь (ок. 960 — 969)
  - Дмитрий III, царь (969 — 975)
- Армения —
  - Анийское царство — Ашот III Милостивый, царь (953 — 977)
  - Васпураканское царство — Абусахл-Амазасп, царь (ок. 958 — ок. 972)
  - Карсское царство — Мушег, царь (963 — 984)
- Вайтхали[англ.] — Пе Пью, царь[англ.] (964 — 994)
- Грузия —
  - Кахетия — Квирике II, князь[англ.] (929 — 976)
  - Тао-Кларджети — Баграт II Регвени, царь (958 — 994)
    - Давид III, куропалат (Тао) (966 — ок. 1000)
    - Сумбат II, эристави (Кларджети) (943 — 988)

  - Тбилисский эмират — Джаффар II бен Мансур, эмир (952 — 981)
- Дайковьет — Динь Тьен Хоанг (Динь Бо Линь), король (968 — 980)
- Дали — Дуань Сушунь, король (968 — 985)
- Индия —
  - Венги (Восточные Чалукья) — Амма II, махараджа (947 — 970)
  - Гурджара-Пратихара — Раджапала, махараджа (960 — 1018)
  - Западные Ганги — Марасимха II Сатьявакья, махараджа (963 — 975)
  - Камарупа — Индра Пала, махараджадхираджа[англ.] (960 — 990)
  - Качари[англ.] — Прасанто, царь[англ.] (925 — 1010)
  - Кашмир — Абхиманья, царь[нем.] (958 — 972)
  - Пала — Виграхапала II, царь (960 — 988)
  - Парамара[англ.] — Сияка II, махараджа[англ.] (948 — 974)
  - Раштракуты — 
    - Баддига Амогхаварша III, махараджадхираджа (967 — 972)
    - Кхоттига, махараджадхираджа (967 — 972)

  - Харикела (династия Чандра) — Шричандра, махараджадхираджа[англ.] (930 — 975)
  - Чола — Сундарачола Парантака II, махараджа (957 — 970)
  - Ядавы (Сеунадеша) — Вадуги I, махараджа (950 — 970)
- Индонезия —
  - Матарам (Меданг) — Шри Исияна Тунггавийя, шри-махараджа (947 — 985)
  - Сунда — Прабу Мундинг Ганавирия, король (964 — 973)
  - Шривиджая — Шри Удаядитиаварман, шри-махараджа (ок. 960 — ок. 988)
- Иран —
  -  Буиды —
    - Джибал — Рукн ад-Даула, эмир (935 — 977)
    - Керман и Фарс — Адуд ад-Даула, эмир (949 — 983)

  -  Зияриды — Захир ад-Даула Бисутун ибн Вушмгир, эмир (967 — 978)
  -  Раввадиды — Абульхидж Мухаммад, эмир (961 — 988)
  -  Салариды — Ибрагим ибн Марзбан, эмир (960 — 981)
  -  Саманиды — Мансур I ибн Нух, эмир (961 — 976)
  -  Саффариды — Абу Ахмад Халаф ибн-Ахмад, эмир (963 — 1003)
  -  Табаристан (Баванди) —  Дара, испахбад (965 — 985)
- Йемен —
  -  Зийядиды — Абу'л-Яш Исхак ибн Ибрагим, эмир (904 — 981)
  - Яфуриды — Абдаллах ибн Кахтан ибн Мухаммад II, имам (963 — 997)
- Караханидское государство — Сулейман ибн Абд ал-Карим Арслан-хан, хан (958 — 970)
- Китай (Эпоха пяти династий и десяти царств) —
  -  Сун — Тай-цзу (Чжао Куанъинь), император (960 — 976)
  -  Северная Хань — Лю Цзюань, император[англ.] (968 — 979)
  -  У Юэ — Цянь Чу, король[англ.] (947 — 978)
  -  Южная Тан — Ли Юй, император (961 — 975)
  -  Южная Хань — Хоу-чжу (Лю Чан), император (958 — 971)
- Кхмерская империя (Камбуджадеша) — Джаяварман V, император (968 — 1001)
- Корея (Корё)  — Чонджон, ван (949 — 975)
- Ляо — Цзин-цзун (Уюй), император (968 — 982)
- Паган — Наун-у Сорэхан, король[англ.] (956 — 1001)
- Раджарата (Анурадхапура) — Удайя III, король (964 — 972)
- Тямпа — Парамесвараварман I, князь (965 — 982)
- Шеддадиды (Двинский эмират) — Мухаммад ибн Шаддад, эмир (951 — 971)
- Ширван — Ахмад I ибн Мухаммед, ширваншах (956 — 981)
- Япония — 
  - Рэйдзэй, император (967 — 969)
  - Энъю, император (969 — 984)

## Африка
- Гао — Нгару Нга Дам, дья (ок. 940 — ок. 970)
- Идрисиды — Хасан ибн Касим, халиф Магриба (954 — 974, 975 — 985)
- Канем — Хайома, маи (961 — 1019)
- Макурия — 
  - Захария IV, царь (ок. 958 — ок. 969)
  - Георгий II, царь (ок. 969 — ок. 980)
- Некор[англ.] — Юртум ибн Ахмад, эмир[англ.] (947 — 970)
- Сиджильмаса — Абу Мухаммад ал-Мутазз, эмир (963 — 976/977)
- Фатимидский халифат — Аль-Муизз Лидиниллах, халиф (953 — 975)
- Эфиопия — Иан Сеюм, император (959 — 999)

## Европа
- Англия — Эдгар Миролюбивый, король (959 — 975)
- Болгарское царство — 
  - Петр I, царь (927 — 969)
  - Борис II, царь (969 — 977)
- Бургундское королевство (Арелат) — Конрад I Тихий, король (937 — 993)
  - Прованс — 
    - Ротбальд II, граф (ок. 966 — 993)
    - Гильом I, граф (ок. 966 — 993)
- Венгрия — Такшонь, князь (надьфейеделем) (955 — 972)
- Венецианская республика — Пьетро IV Кандиано, дож (959 — 976)
- Византийская империя — 
  - Никифор II Фока, император (963 — 969)
  - Иоанн I Цимисхий, император (969 — 976)
- Волжская Булгария — Абдуллах ибн Микаил, хан[англ.] (ок. 950 — ок. 970)
- Гасконь — Гильом II Санше, герцог (961 — 996)
  - Арманьяк — Бернар I Ле Луш, граф (ок. 960 — ок. 995)
  - Фезансак — Одон де Фезансак, граф (ок. 960 — ок. 985)
- Дания — Харальд I Синезубый, король (958 — 986/987)
- Дукля — Хвалимир Петрович, жупан (ок. 960 — 971)
- Западно-Франкское королевство — Лотарь, король (954 — 986)
  - Аквитания — Гильом IV Железнорукий, герцог (963 — 995)
  - Ампурьяс — Госфред I, граф (931 — 991)
  - Ангулем — Ранульф I, граф (962 — 975)
  - Анжу — Жоффруа I Гризегонель, граф (958 — 987)
  - Барселона — Боррель II, граф (947 — 992)
  - Блуа — Тибо I Плут, граф (960 — 975)
  - Бесалу — Миро III, граф (968 — 984)
  - Бретань — Хоэль I, герцог (958 — 981)
  - Булонь — Арнульф II, граф (964 — 971)
  - Бургундия — Эд Генрих Великий, герцог (965 — 1002)
  - Вермандуа — Альберт I Благочестивый, граф (946 — 987)
  - Готия — Раймунд III, граф Руэрга, маркиз (ок. 961 — 1008)
  - Каркассон — Роже I, граф (ок. 957 — ок. 1012)
  - Конфлан и Серданья — Миро III, граф (968 — 984)
  - Мо и Труа — Герберт II де Вермандуа, граф (966 — 995)
  - Мэн — Гуго II, граф (ок. 940 — 980/992)
  - Нант — Хоэль I, граф (958 — 981)
  - Невер — Эд Генрих Великий, граф (965 — 978)
  - Нейстрийская марка — Гуго Капет, маркиз (956 — 987)
  - Нормандия — Ричард I Бесстрашный, герцог (942 — 996)
  - Пальярс —
    - Рамон II, граф (948 — ок. 995)
    - Боррель I, граф (948 — ок. 994)
    - Суньер I, граф (948 — ок. 1010)

  - Париж — Гуго Капет, граф (956 — 987)
  - Рибагорса —
    - Гильем I, граф (ок. 950 — ок. 976)
    - Рамон II, граф (ок. 956 — ок. 970)

  - Руссильон — Госфред I, граф (931 — 991)
  - Руэрг — Раймунд III, граф (ок. 961 — 1008)
  - Тулуза — Раймунд IV, маркграф (ок. 950 — 972)
  - Фландрия — Арнульф II, граф (965 — 987)
  - Шалон — Ламберт, граф (956 — 979)
- Ирландия — Домналл Уа Нейлл, верховный король (956 — 980)
  - Айлех — Домналл Уа Нейлл, король (943 — 980)
  - Дублин — Олав III Кваран, король (945 — 947, 952 — 980)
  - Коннахт — Конхобар мак Тайдг, король (967 — 973)
  - Лейнстер — Мурхад мак Финн, король (966 — 972)
  - Миде — Доннхад Финн мак Аэда, король (960 — 974)
  - Мунстер — Матгамайн мак Кеннетиг, король (963 — 976)
  - Ольстер — Ардгал мак Матудан, король (950 — 970)
- Испания —
  - Арагон — Гарсия I Санчес, граф (943 — 970)
  - Кордовский халифат — Аль-Хакам II, халиф (961 — 976)
  - Леон — Рамиро III, король (966 — 984)
    - Кастилия — Фернан Гонсалес, граф (931 — 944, 945 — 970)

  - Наварра — Гарсия I Санчес, король (931 — 970)
- Италия —
  - Амальфи — Мансо I, герцог[англ.] (966 — 1004)
  - Беневенто и Капуя —
    - Пандульф I Железная Голова, князь (943 — 981)
    - Ландульф IV, князь (968 — 981)

  - Гаэта — Григорий, герцог[англ.] (962/963 — 978)
  - Неаполь — Марин II, герцог (968 — 992)
  - Салерно — Гизульф I, князь (946 — 977)
- Киевская Русь (Древнерусское государство) — Святослав Игоревич, великий князь Киевский, князь Новгородский (945 — 972)
- Норвегия — Харальд II Серая Шкура, король (961 — ок. 970)
- Папская область — Иоанн XIII, папа римский (965 — 972)
- Польша — Мешко I, князь (960 — 992)
- Португалия — Гонсало I Менендес, граф (ок. 950 — 997)
- Священная Римская империя — Оттон I Великий, император (962 — 973)
  - Бавария — Генрих II Строптивый, герцог (955 — 976, 985 — 995)
  - Голландия — Дирк II, граф (ок. 939 — 988)
  - Иврейская марка — Адалберт II, маркграф (965 — 970)
  - Лотарингия —  
    - Верхняя Лотарингия — Фридрих (Ферри) I, вице-герцог (959 — 978)
    - Нижняя Лотарингия — Рихер, вице-герцог (968 — 973)

  - Люксембург — Зигфрид, граф (963 — 998)
  - Лужицкая (Саксонская Восточная) марка — Одо I, маркграф (965 — 993)
  - Мейсенская марка — Вигберт, маркграф (965 — 976)
  - Намюр — Роберт I, граф (ок. 924 — ок. 974)
  - Монферрат — 
    - Алерамо, маркграф (967 — 969)
    - Оттоне I, маркграф (969 — 991)

  - Саксония — Герман Биллунг, герцог (961 — 973)
  - Северная марка — Дитрих фон Хальденслебен, маркграф (965 — 985)
  - Сполето — Пандульф I Железная Голова, герцог (967 — 981)
  - Тосканская марка — Уго I, маркграф (962 — 1001)
  - Чехия — Болеслав II Благочестивый, князь (ок. 967 — 999)
  - Швабия — Бурхард III, герцог (954 — 973)
  - Эно (Геннегау) — Рихер, граф (964 — 973)
- Сицилийский эмират — 
  - Ахмад ибн Хасан, эмир (953 — 969)
  - Абу-л-Касим Али ибн Хасан, эмир (969 — 982)
- Уэльс —
  - Гвент — Ноуи ап Гуриад, король (955 — 970)
  - Гвинед — 
    - Иаго ап Идвал, король (950 — 979)
    - Иейав ап Идвал, король (950 — 969)

  - Гливисинг — Морган ап Оуэн, король (930 — 974)
  - Дехейбарт — Оуэн ап Хивел, король (950 — 987)
- Хорватия — 
  - Михайло Крешимир II, король (949 — 969)
  - Степан Држислав, король (969 — 997)
- Шотландия (Альба) — Кулен, король (967 — 971)

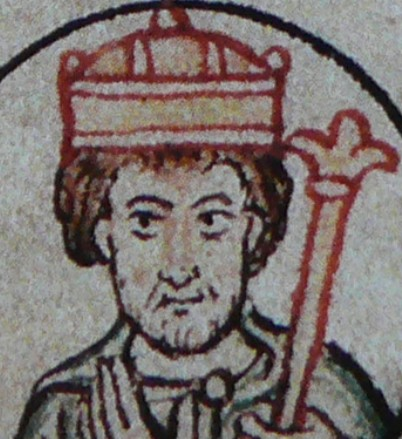
Оттон I Великий 962-973 Император Священной Римской империи
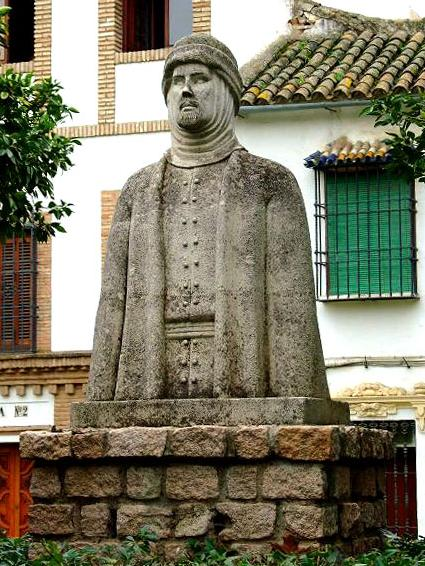
Аль-Хакам II 961-976 Халиф Кордовы
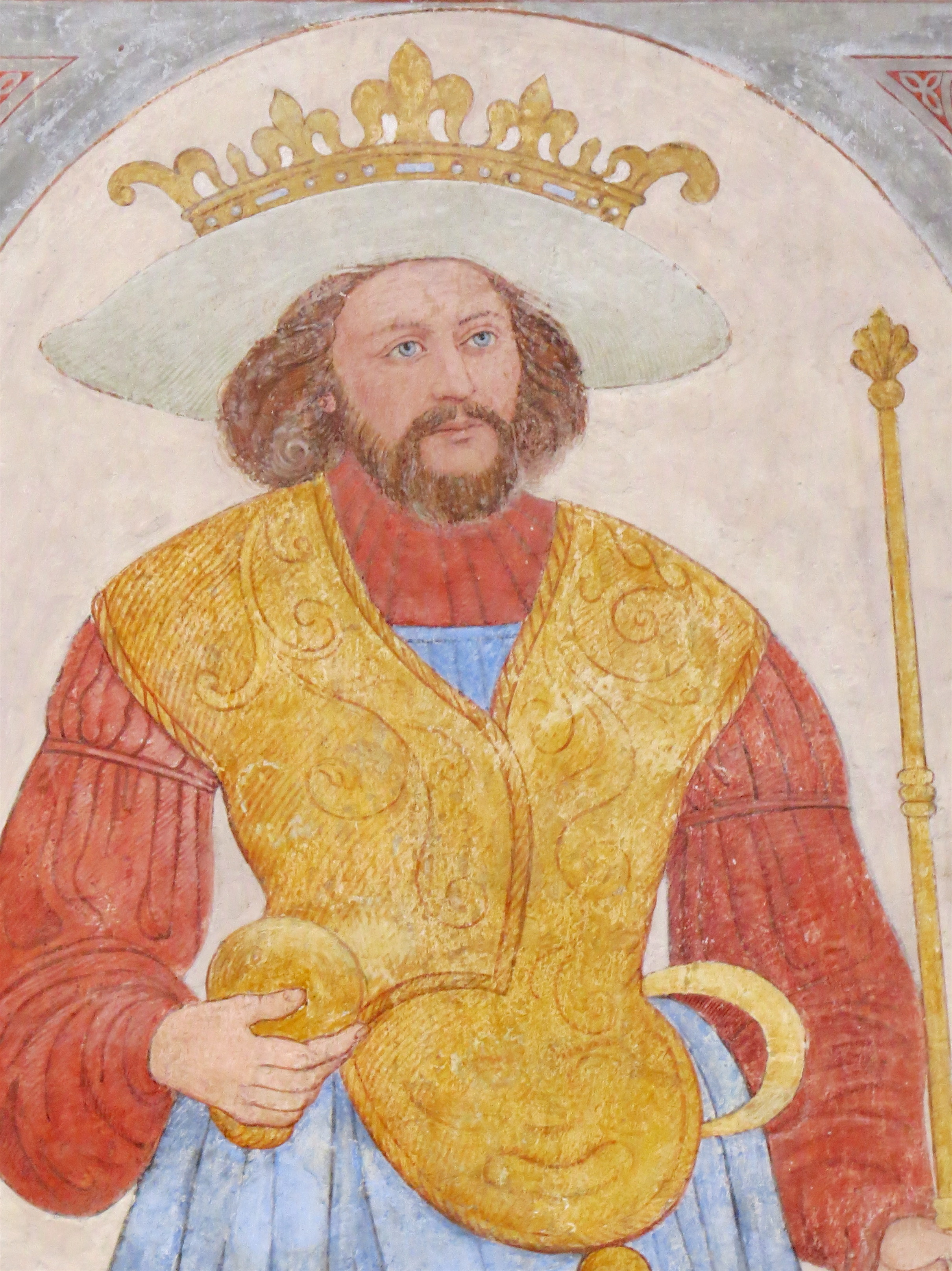
Харальд I Синезубый 958-986 Король Дании
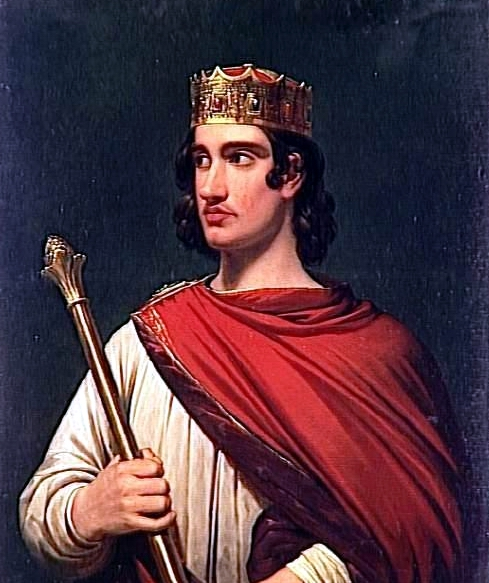
Лотарь 954-986 Король Западно-Франкского королевства
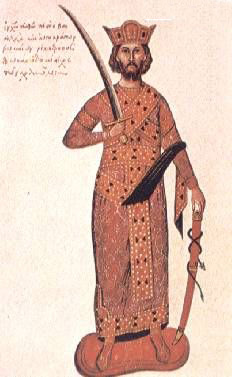
Никифор Фока 963-969 Император Византии
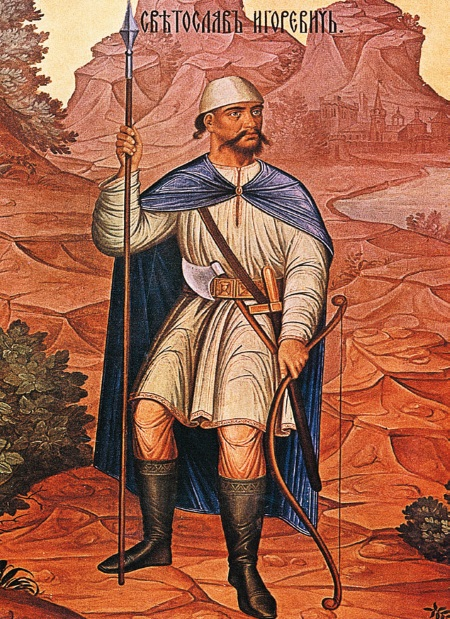
Святослав 945-972 Великий князь Киевский
Тай-цзу 960-976 Император Китая
Эдгар Миролюбивый 959-975 Король Англии
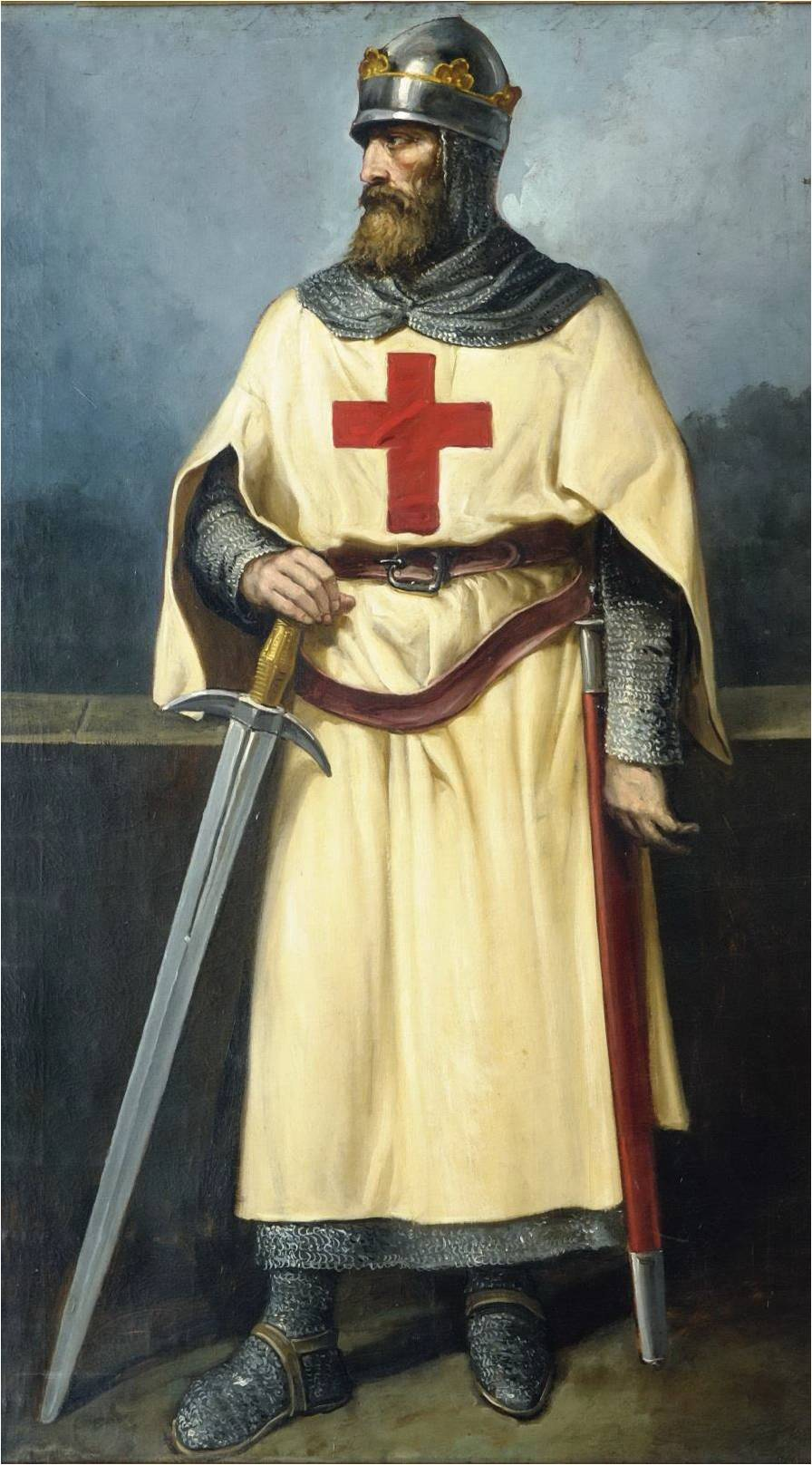
Рамиро III 966-984 Король Леона
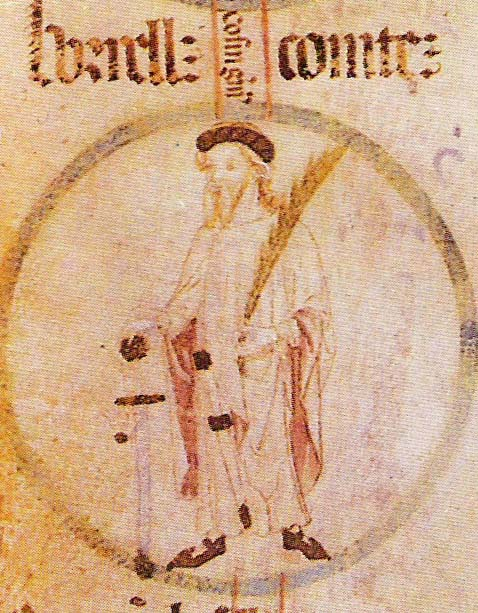
Боррель II 947-992 Граф Барселоны
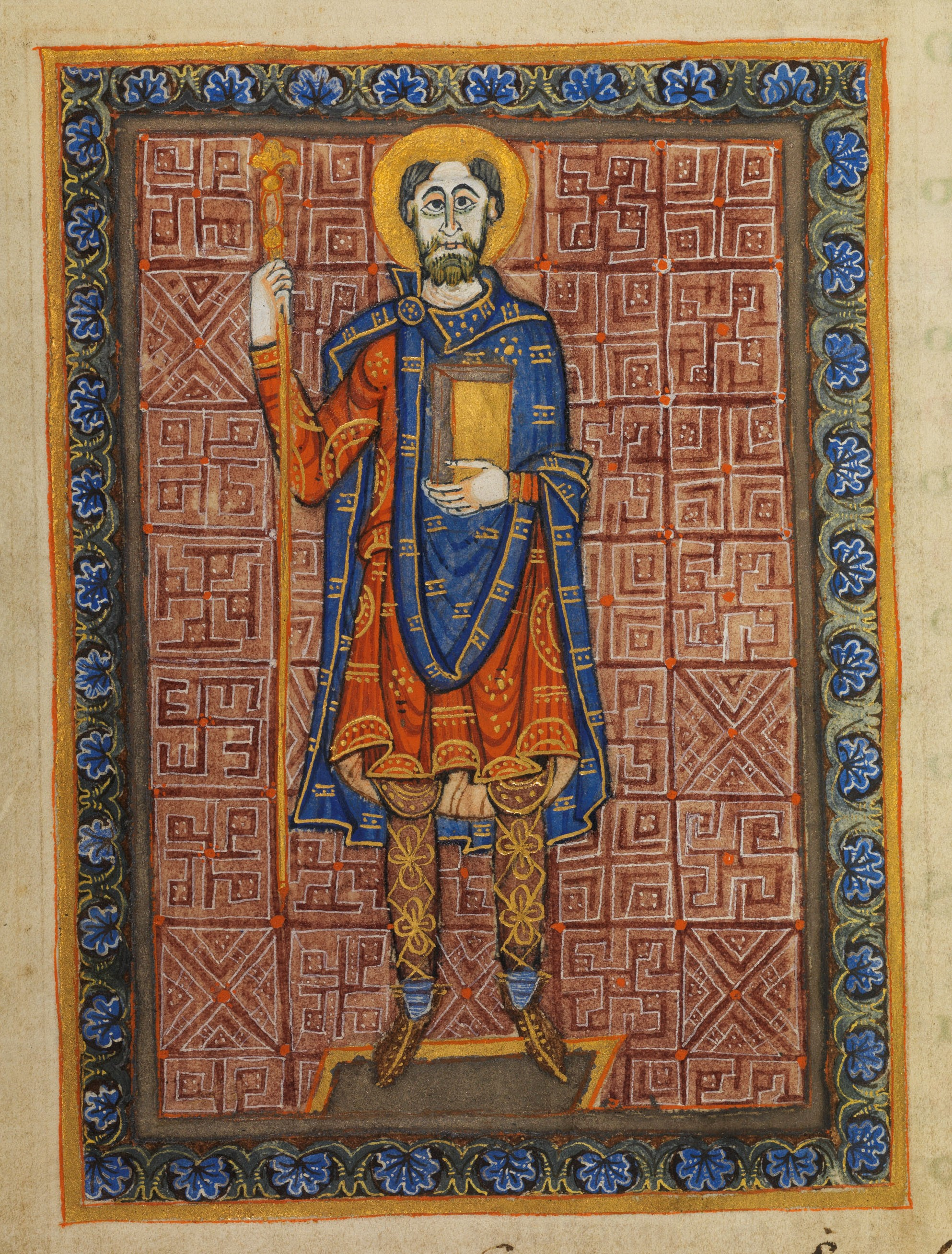
Генрих II Строптивый 955-976 Герцог Баварский
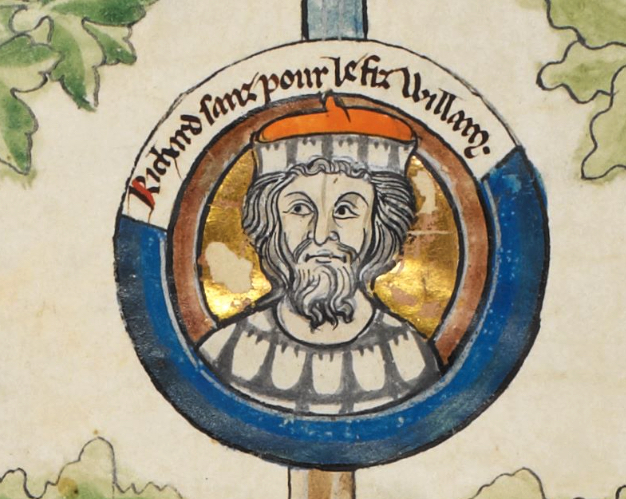
Ричард I Бесстрашный 942-996 Герцог Нормандии
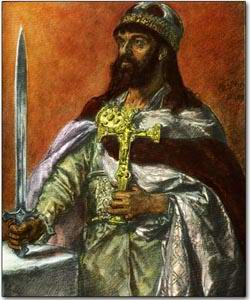
Мешко I 960-992 Князь Польши
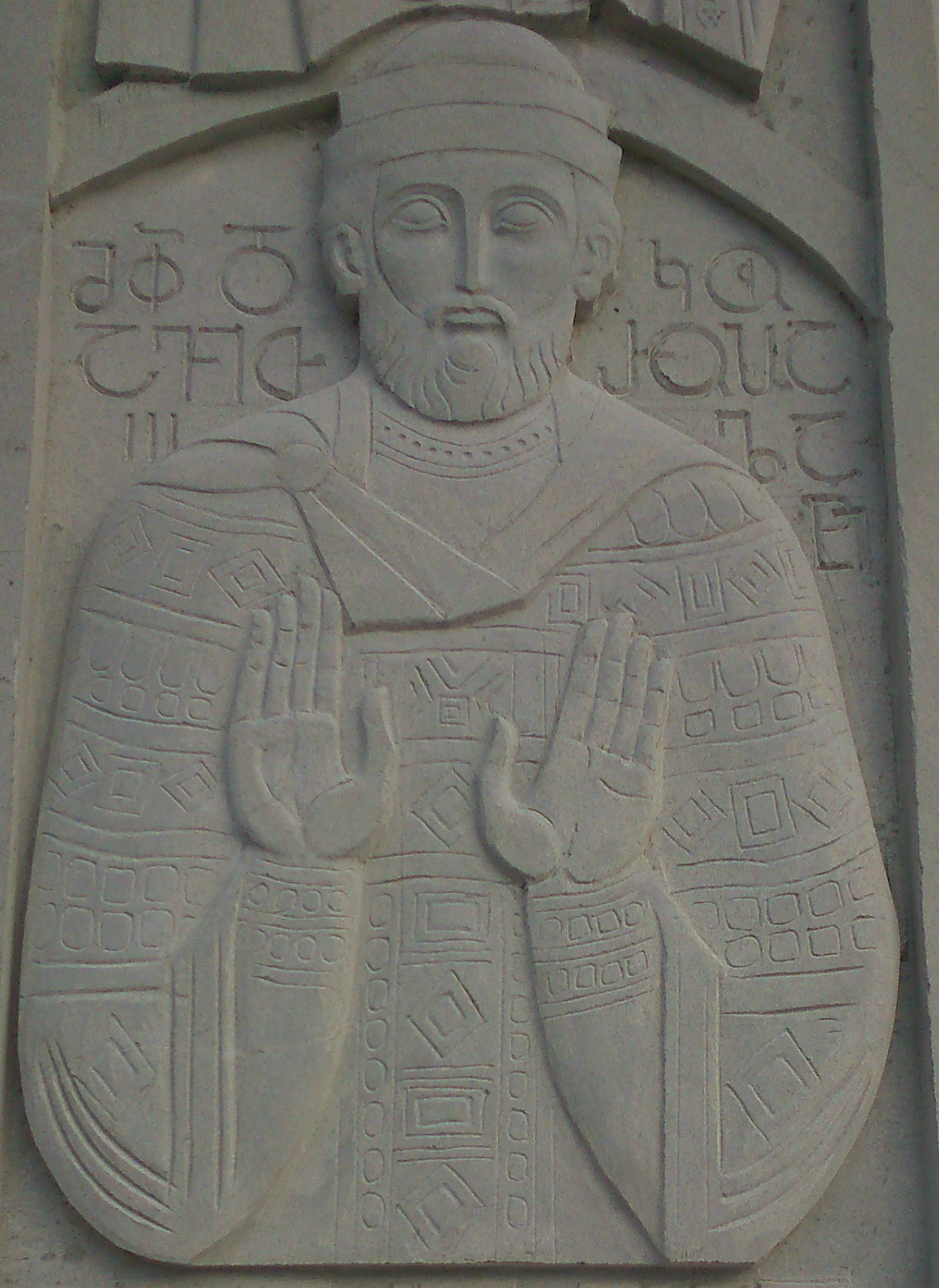
Давид III Великий 966-1000 Куропалат Тао-Кларджети
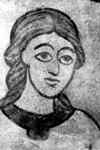
Болеслав II Благочестивый 967-999 Князь Чехии
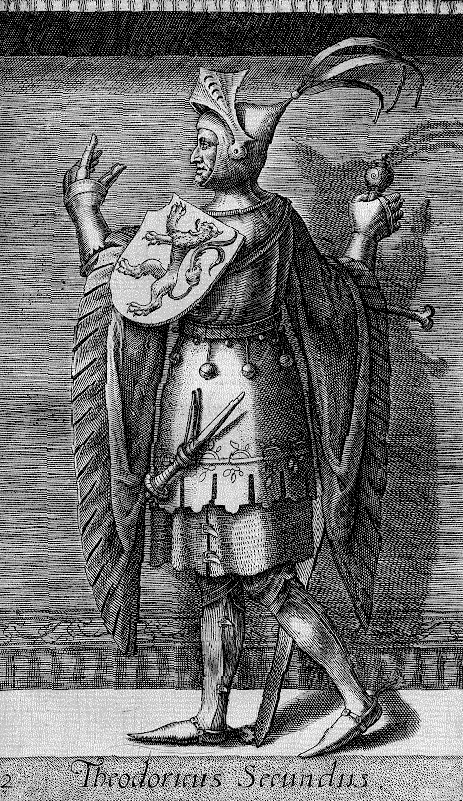
Дирк II 939-988 Граф Голландии
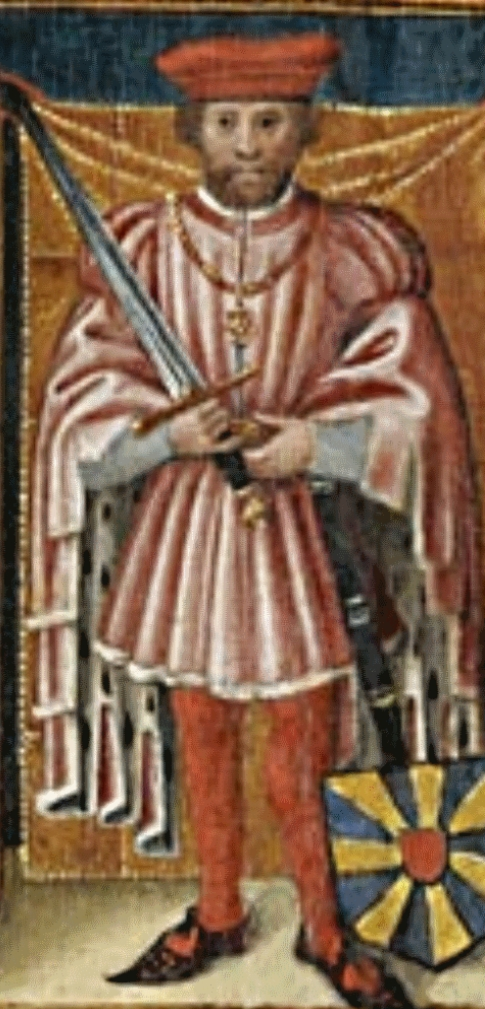
Арнульф II 965-987 Граф Фландрский
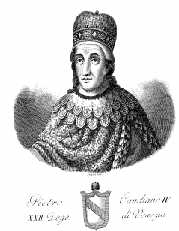
Пьетро IV Кандиано 959-976 Дож Венеции
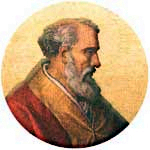
Иоанн XIII 965-972 Папа римский